# Museo d'arte sacra della Marsica
Il museo d'arte sacra della Marsica è un museo nazionale ospitato in nove sale all'interno del castello Piccolomini di Celano (AQ), nella Marsica, in Abruzzo. Dal dicembre 2014 il Ministero della cultura lo gestisce tramite il Polo museale dell'Abruzzo, divenuto nel dicembre 2019 Direzione regionale Musei.

## Descrizione
Il castello venne fondato tra la fine del Trecento dalla famiglia Berardi, proprietaria della contea di Celano e successivamente completato nella metà del Quattrocento dalla famiglia Piccolomini che le era succeduta. Nel cortile sono visibili i resti di affreschi del XV secolo, mentre alcune sale al piano terra ospitano la sezione archeologica. Il museo diocesano è stato allestito in collaborazione con la diocesi dei Marsi.

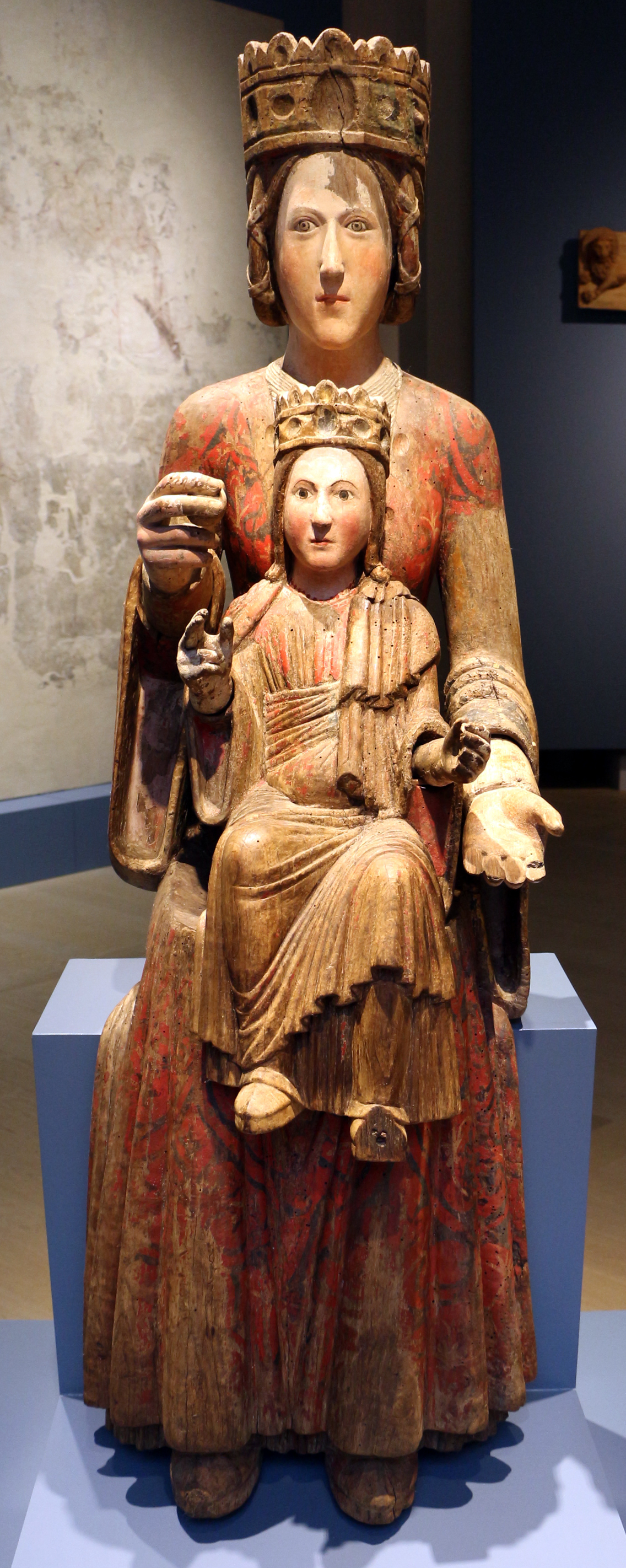
Madonna in trono con Bambino (1130), detta Madonna di Castelli

Al primo piano inizia la visita al museo: le sale raccolgono le maggiori espressioni artistiche della Marsica, di scultura, pittura, oreficeria e tessitura, dal VI secolo al XVIII secolo. Contiene tra le altre cose, una Crocifissione di Gesù della scuola di Vincenzo Foppa, il busto di Madonna del 1440 circa, del pittore Andrea De Litio e ritenuto la sua prima opera eseguita e la croce astile di Cese del XIV secolo. Contiene anche una collezione di dipinti di stile bizantino e numerose Madonne con bimbo del 1200.
Le sale sono così strutturate:
- pittura
- scultura
- oreficeria
- paramenti sacri
- sezione archeologica

Alcune opere esposte provengono dalla chiesa di Santa Maria in Cellis di Carsoli e dalla chiesa di San Pietro presso Alba Fucens nel comune di Massa d'Albe e una vergine di Andrea De Litio. Da Aielli provengono i corredi e i resti restaurati e ricomposti di due letti in osso del I secolo a.C. tornati alla luce da quattro tombe a camera scoperte nel 1936. Nel cortile sono stati collocati i portali delle chiese di San Nicola di Marano dei Marsi e di San Salvatore di Paterno.
La collezione Torlonia, ospitata nella sezione archeologia, consiste di 184 oggetti e 344 monete bronzee di epoca romana. Queste ultime opere sono state recuperate durante il prosciugamento del lago Fucino. Tra le opere spicca una testa di Afrodite (III-II secolo a.C.). Molti i reperti provenienti dal sito di Lucus Angitiae.

## Reperti lapidei

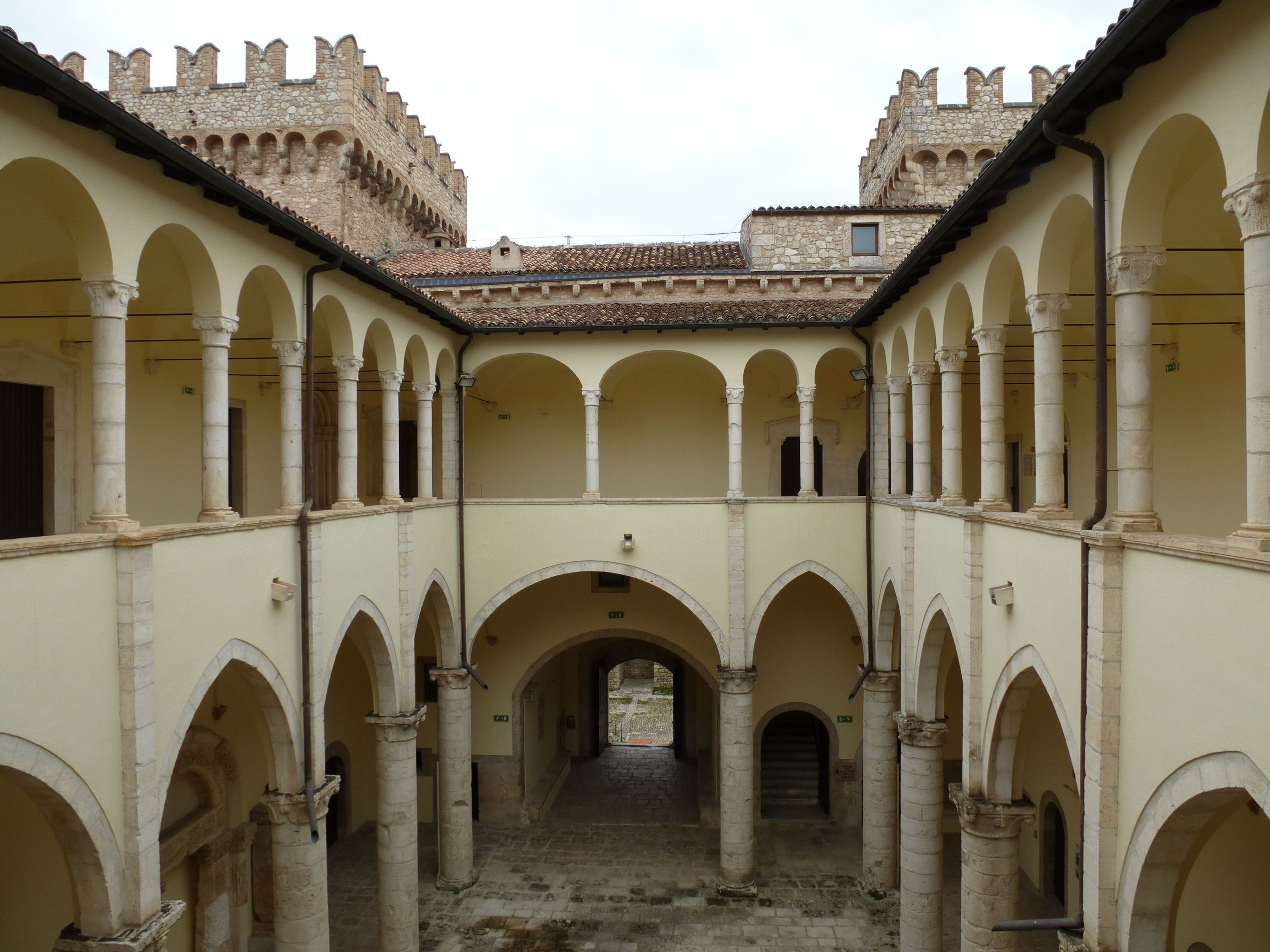
Interno del castello Piccolomini

Sono esposte 27 opere tutte provenienti dalla chiesa di San Pietro ad Alba Fucens, risalenti tra l'XI e il XII secolo. I reperti consistono in architravi di portali, o in portali interi, salvati da chiese andate distrutte, come ad esempio la chiesa di San Nicola di Marano dei Marsi (portale trecentesco apostato), o la distrutta chiesa di San Salvatore di Paterno (Avezzano), salvato già nel XIX secolo da Antonio De Nino, e dapprima montato presso la chiesa del Carmine di Celano.

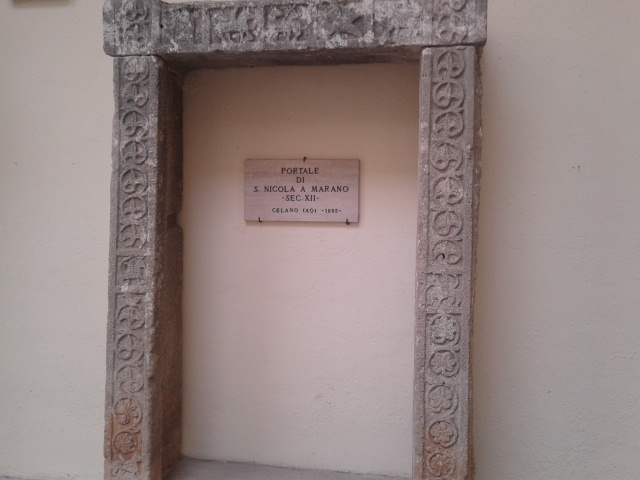
Portale medievale della chiesa di San Nicola a Marano dei Marsi

Dalla chiesa di San Pietro di Alba provengono la lapide romanica con raffigurati due draghi dai colli intrecciati, una formella quadra con rosone traforato, e nastri della cornice intrecciati, che ricalcano l'arte longobarda, una formella con grifone, una scultura di sirena, un leone che ghermisce una persona, e un bel frammento studiato già da Pier Luigi Calore, Ignazio Carlo Gavini, Pietro Piccirilli e Mario Moretti, che ritrae una sirena con aspetto metà umano e metà di pesce, ghermita da un grifone.

## Collezione del Museo archeologico della Marsica
La collezione archeologica proviene dagli scavi effettuai nei territori di Avezzano, Luco dei Marsi, Collarmele, Alba Fucens, San Benedetto dei Marsi. Il percorso archeologico si snoda in una sala dal periodo più antico, che comprende il Paleolitico e il Neolitico, con rinvenimenti di punte di lance in selce e successivamente in ferro e bronzo, per poi passare alle prime sculture devozionali delle divinità classiche, e agli oggetti, vasellame, fibule e pettini per l'uso della guerra o domestico, in base al sesso dei defunti. 
I pezzi più importanti provengono dalla collezione Torlonia, prosciugatori e principi del Fucino, come una testa di leone in avorio e il grande bassorilievo, facente parte di un blocco unico più grande andato smembrato, che ritrae in forma tridimensionale la città di Marruvium (capitale dei Marsi, presso San Benedetto dei Marsi). Il blocco scultoreo rappresenta uno dei capolavori della scultura romana abruzzese, viene mostrata la città cinta dalle mura, gli edifici sacri, i templi maggiori, le terme e l'anfiteatro; e sulla destra, isolato in un bosco, il santuario della dea Angizia presso Lucus Angitiae, nei pressi della contemporanea Luco dei Marsi.
La collezione archeologica si arresta al periodo tardo longobardo, con formelle che appartenevano a delle finestre, tagliate e squadrate a forma di croce greca, provenienti da chiese scomparse.

## Imposte lignee
Imposte (ignoto, 1132)
Le imposte provengono dalla chiesa di Santa Maria in Cellis a Carsoli e sono datate 1132. Dopo il terremoto del 1915 furono trasportate nel museo nazionale d'Abruzzo all'Aquila (ex Museo civico archeologico) e solo dopo spostate a Celano.
Nelle imposte sono raffigurati scene della vita di Cristo: l'Annunciazione, la Visitazione, la Natività, l'Annuncio ai pastori, l'Adorazione dei Magi, la strage degli innocenti, la presentazione di Gesù al tempio, Gesù tra i dottori del tempio, le ultime due non decifrabili.
La caratteristica è che un'anta è più stretta e l'altra più larga.
Imposte (ignoto, XII secolo)
Provengono dalla chiesa di San Pietro ad Alba Fucens e sono le più rovinate di questa sala.
L'autore, per stette affinità stilistiche, potrebbe essere lo stesso che ha eseguito quelle di Carsoli. Le ante furono dapprima portate a Roma per restauri e per un certo periodo esposte nel museo di Palazzo Venezia e poi date al museo dell'Aquila.
Infine approdarono a Celano.

## Pinacoteca e sculture
Di seguito l'elenco parziale delle opere esposte:

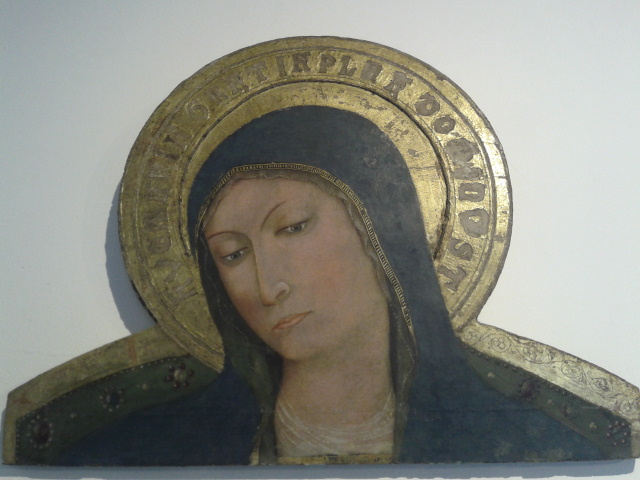
La Vergine nota come Madonna di Cese, tempera su tavola del XV secolo di Andrea De Litio

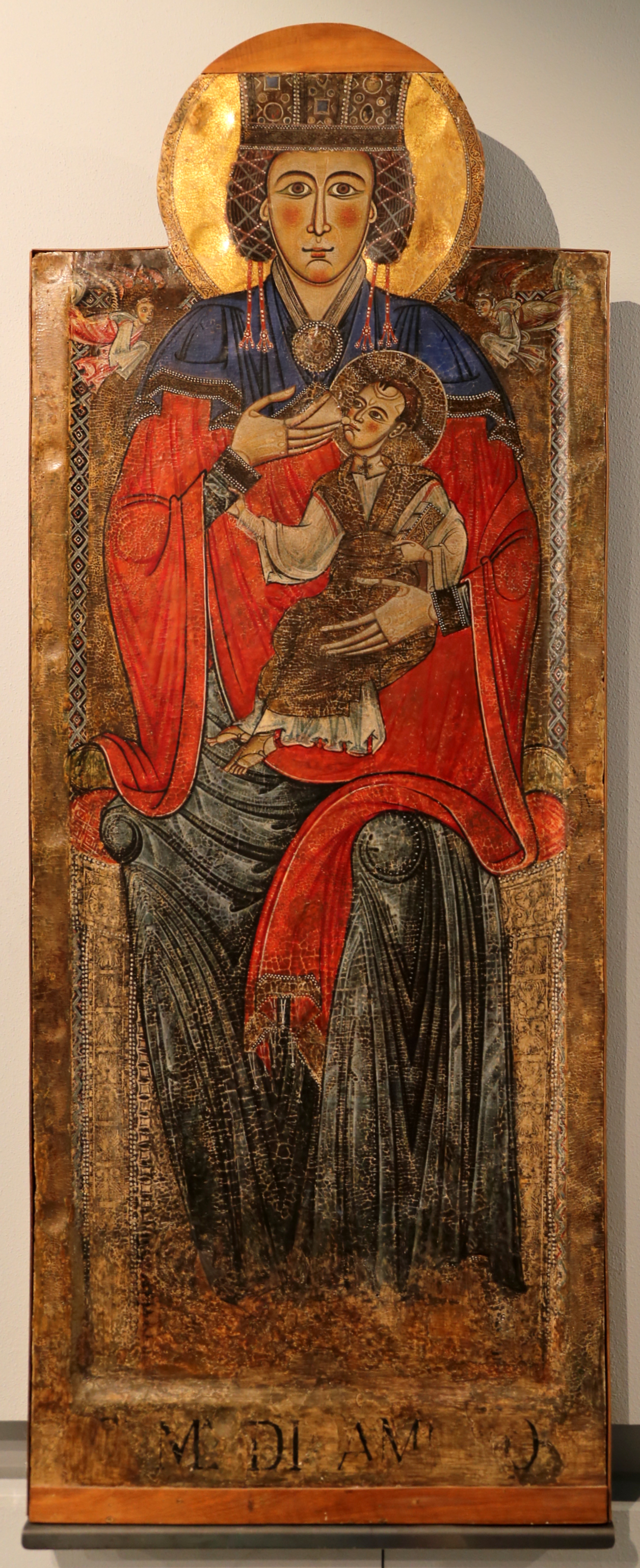
Madonna de Ambro, proveniente dal MUNDA (L'Aquila), XIII secolo

- La Vergine, nota come Madonna di Cese, (Andrea De Litio, XV secolo, tempera su tavola). Proviene dalla originaria chiesa di Santa Maria di Cese, frazione di Avezzano. Datato tra il 1439 ed il 1442 rappresenta la Madonna in trono[4].
- Madonna del Latte (ignoto, XIII secolo, tempera su tavola). Proviene dalla chiesa di Santa Vittoria a Carsoli. A causa del terremoto della Marsica del 1915, l'opera appare abbastanza lacunosa ed è difficile la sua lettura artistica. Si inserisce nella grande produzione di "Madonne del Latte" molto diffuse in Abruzzo.
- Madonna con Bambino (ignoto, XIII secolo, tempera su tavola). Proviene dalla chiesa di Santa Maria Nuova a Collelongo. La tavola, che costituisce un altro esempio di Madonna del Latte, è ben conservata grazie al restauro del 1950. A differenza dell'altra tavola, il dipinto deve essere opera di un artista locale. In basso si osservano delle figure poco leggibili: san Michele, un altro santo e Maria Maddalena[5][6].
- Trittico della "Madonna di Alba Fucens" (ignoto, XIII-XIV secolo): proviene dalla chiesa di San Pietro in Albe, consiste in tre scomparti lignei foderati di placche si smalti, lamine d'oro, lavorate al modello bizantino; nello scomparto centrale maggiore c'è la Madonna col Bambino con ricche vesti rosse e dorate, negli altri scomparti laterali le scene della vita di Cristo, in quello di sinistra dall'Annunciazione all'Arresto presso Pilato; in quello di destra le scene della Passione, dalla Flagellazione alla Resurrezione.
- San Pellegrino e tabernacolo (XIII secolo): menzionato già da Gavini e poi da Moretti, l'opera proviene dall'oratorio di San Pellegrino di Bominaco; dopo il furto delle pitture degli scomparti laterali del tabernacolo, che dovevano rappresentare le scene di vita; la statua medievale è stata ridipinta, ma sono ancora visibili i caratteri antichi.
- Madonna con Bambino, San Nicola di Bari (?), San Michele Arcangelo e Santa Maria Maddalena, dipinto su tela applicata a tavola, del XIII secolo, proveniente dalla Chiesa di Santa Maria Nuova di Collelongo (AQ).
- Trittico della Madonna con Bambino e Santi (XIV sec.) dell'ambito di Saturnino Gatti, dal MUNDA collezione Forte Spagnolo a L'Aquila
- Madonna in trono col Bambino, prima metà XV sec., legno policromo 114 x 53 x 17 cm, proveniente dalla chiesa della Madonna del Carmine (o di Assergi) a L'Aquila
- "I miracoli di Sant'Antonio da Padova" (Olio su tela – 1566), ambito di Pompeo Cesura, dalla Basilica di San Bernardino (L'Aquila)
- "Adorazione dei Pastori" (Olio su tela – 1566) di Pompeo Cesura
- Statue lignee raffiguranti (da sinistra): San Giovanni decollato, Sant'Andrea e San Pietro (legno dipinto del XVII sec.) – provenienza dalla chiesa di Santa Maria – Luco dei Marsi
- Statua di Sant'Andrea (stesso autore del precedente) – idem – dalla chiesa di Santa Maria – Luco dei Marsi
- Madonna del Latte detta "de Ambro"[7] (metà del XIII secolo), dipinto su tavola di legno scolpita; provenienza dal MUNDA del Forte spagnolo a L'Aquila, a sua volta proveniente dalla chiesa di Santa Maria a Graiano (San Pio di Fontecchio, AQ)

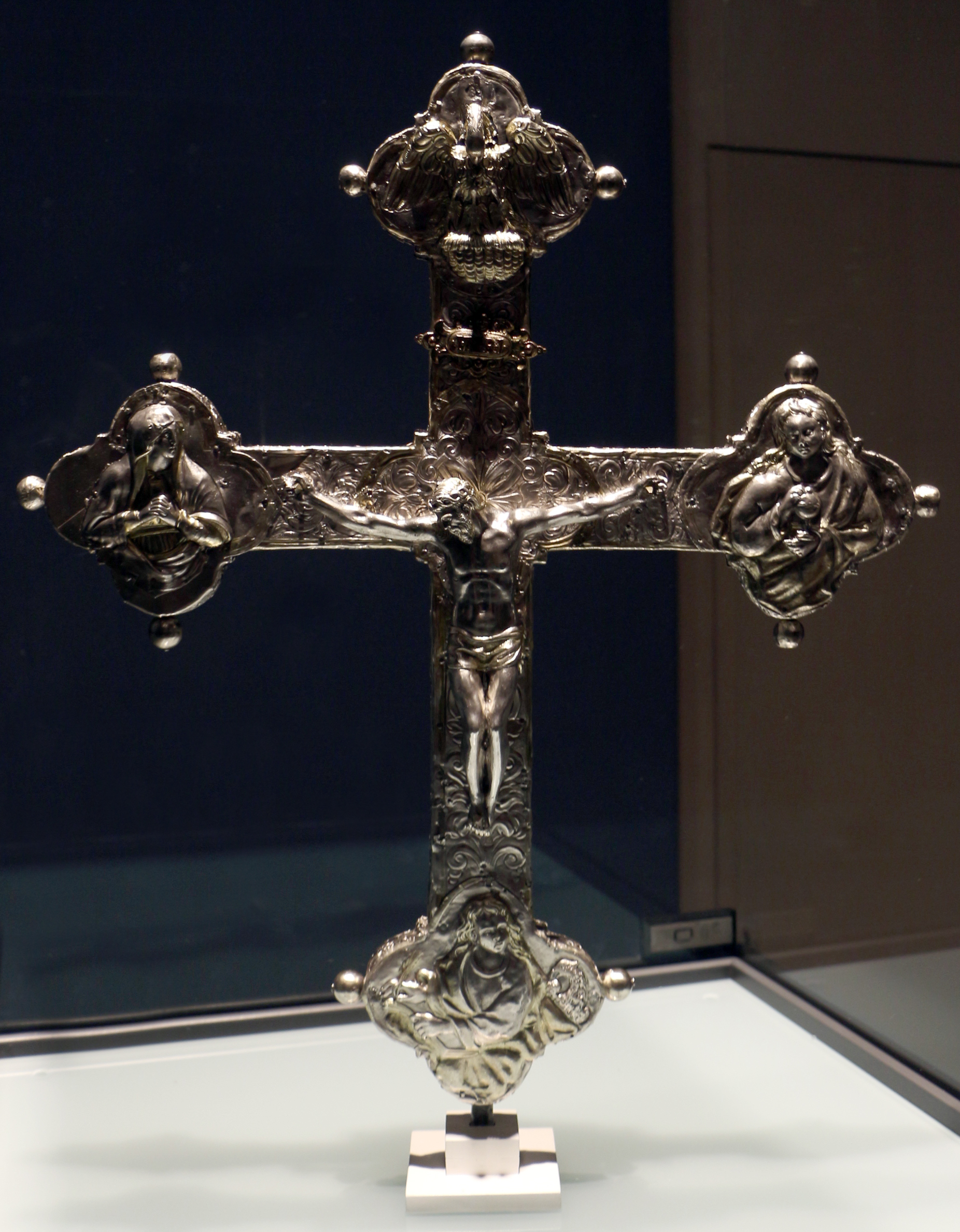
Croce astile processionale della chiesa di Santa Maria in Rosciolo dei Marsi (XIV secolo)

- Madonna Incoronata e Sposalizio mistico di Santa Caterina d'Alessandria (prima metà del XV sec.) di Matteo da Campli, tempera su tavola 104 x 53 cm, provenienza : Pizzoli (AQ) Chiesa di Santa Maria del Paradiso
- Dittico della Madonna col Bambino e della Crocifissione, di Niccolò di Buonaccorso (XV secolo), dal MUNDA dell'Aquila
- Crocifissione su croce astile in argento (1334), dalla chiesa di Santa Maria delle Grazie a Rosciolo dei Marsi
- Tavole del tabernacolo delle storie di Sant'Eustachio (fine XIV secolo), opera di Nicolò di Pietransieri, detto il "Maestro di Campo di Giove"; due tavole sono pale incastonate in cornici ad arco gotico trilobato – dalla chiesa di Sant'Eustachio (Campo di Giove), precedentemente conservato nel MUNDA
- Affresco di Sant'Elisabetta d'Ungheria (XV sec.), affresco staccato dalla chiesa di San Pietro in Albe
- Affresco dell'Incoronazione della Vergine Regina dei Cieli (XV sec.), stesso autore della Santa Elisabetta – affresco staccato dalla chiesa di San Pietro di Alba
- Madonna con Bambino (metà del XV sec.), statua in legno dipinto di Silvestro di Giacomo da Sulmona, provenienza ex abbazia di San Giovanni in Lucoli (AQ)
- Madonna in trono con Bambino, detta "delli Castelli": Maestro abruzzese (attivo nel XII secolo), Scultura in legno di noce, dipinta in policromia con dorature, Provenienza: Villa Re Quirino Celli, Castelli (TE)
- Uomini illustri degli Orsini (XV sec.) affresco parietale staccato dalle sale del palazzo Ducale di Tagliacozzo (AQ), motivi di decorazione a candelabra e grottesche
- "San Giovanni" e "Madonna Addolorata", olio su tavola, (XV sec.) di Giovanni da Sulmona, Proveniente dalla Chiesa dei SS. Cesidio e Rufino di Trasacco

## Sala dei reliquiari d'argento
Consistono in paramenti liturgici in argento e oro, ostensori, contenitori di ostie e di incenso, pissidi e contenitori con coperchi riccamente elaborati da rilievi, come l'Agnello crucigero; in gran parte provengono dalla chiesa di San Pietro in Alba Fucens, precedentemente esposti nel Museo di Palazzo Venezia. Altri reperti sono fodere di messali in lamine d'oro lavorate e cesellati di pietre preziose, alcuni con scene istoriate, come la Crocifissione.

## Sala dei giochi di una volta
Sala recentemente allestita presso il vestibolo del chiostro con pozzo; consiste nell'esposizione dei giochi in legno e in pezza del Novecento, insieme a libri di studio, sussidiari e abbecedari per la scuola elementare.